# Simulium hissetteum
Simulium hissetteum är en tvåvingeart som beskrevs av Gibbins 1936. Simulium hissetteum ingår i släktet Simulium och familjen knott. Inga underarter finns listade i Catalogue of Life.